# Liebespfeil

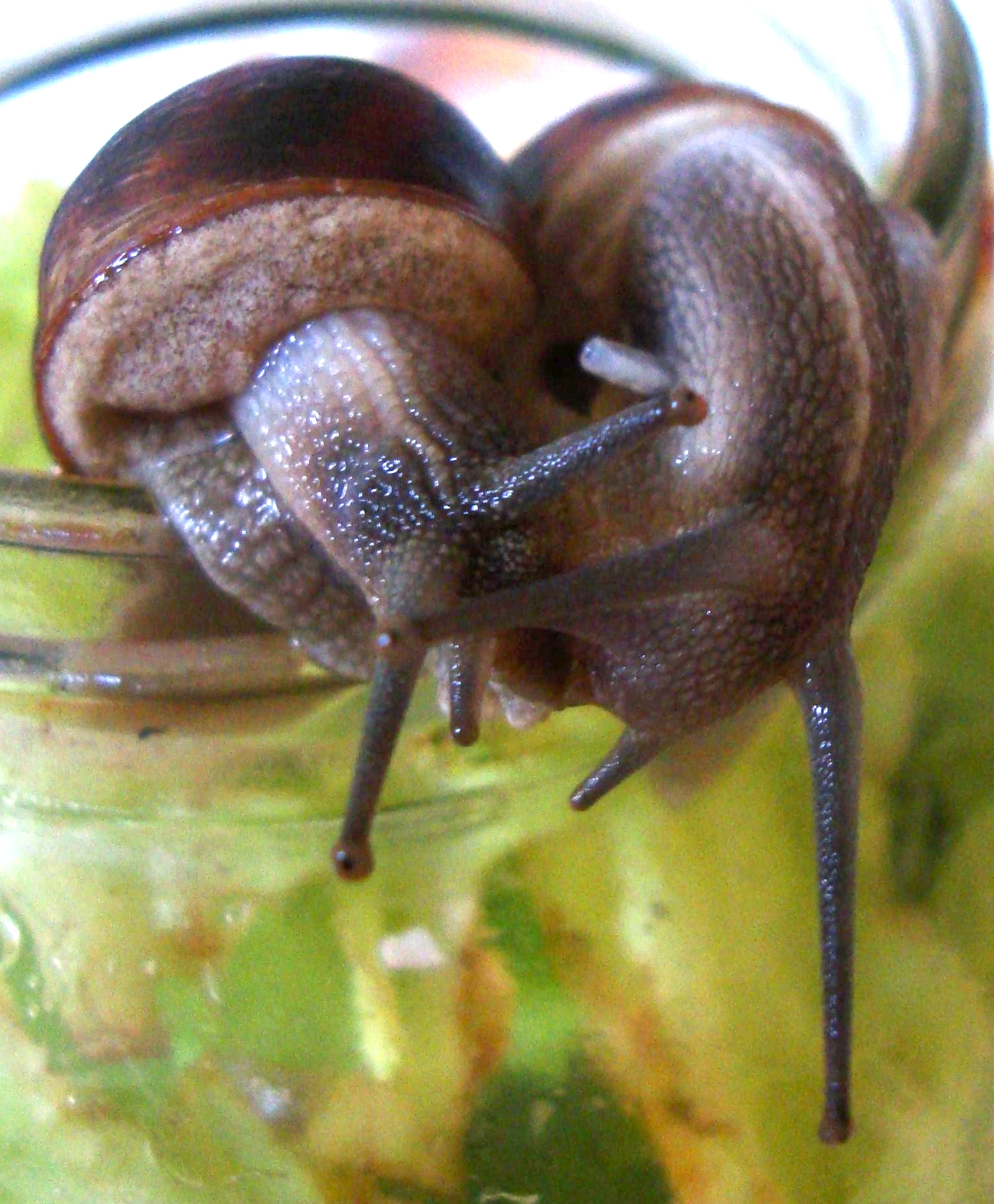
Zwei Gefleckte Weinbergschnecken, im Körper der rechten Schnecke befindet sich ein Liebespfeil

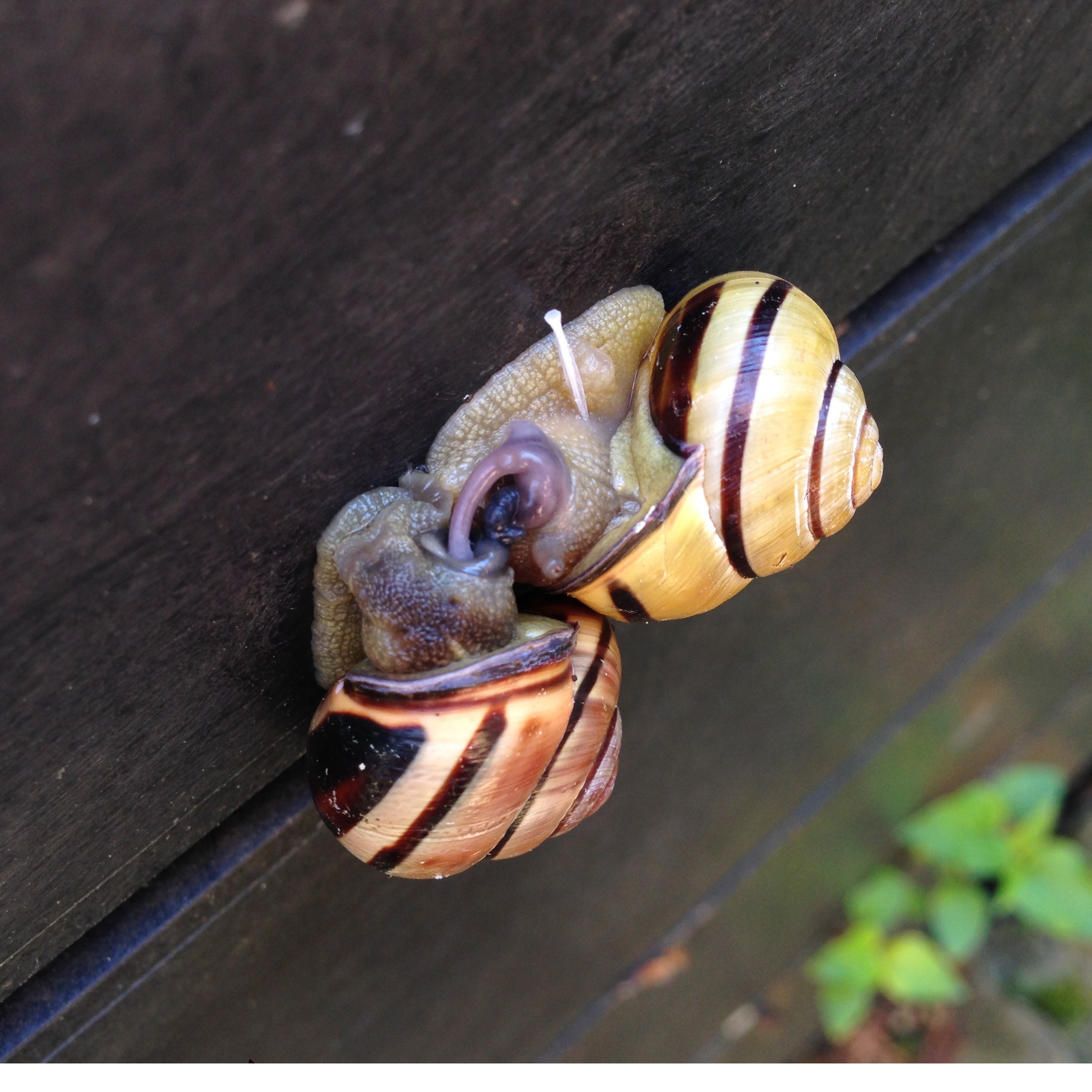
Schnecken bei der Fortpflanzung mit Liebespfeil

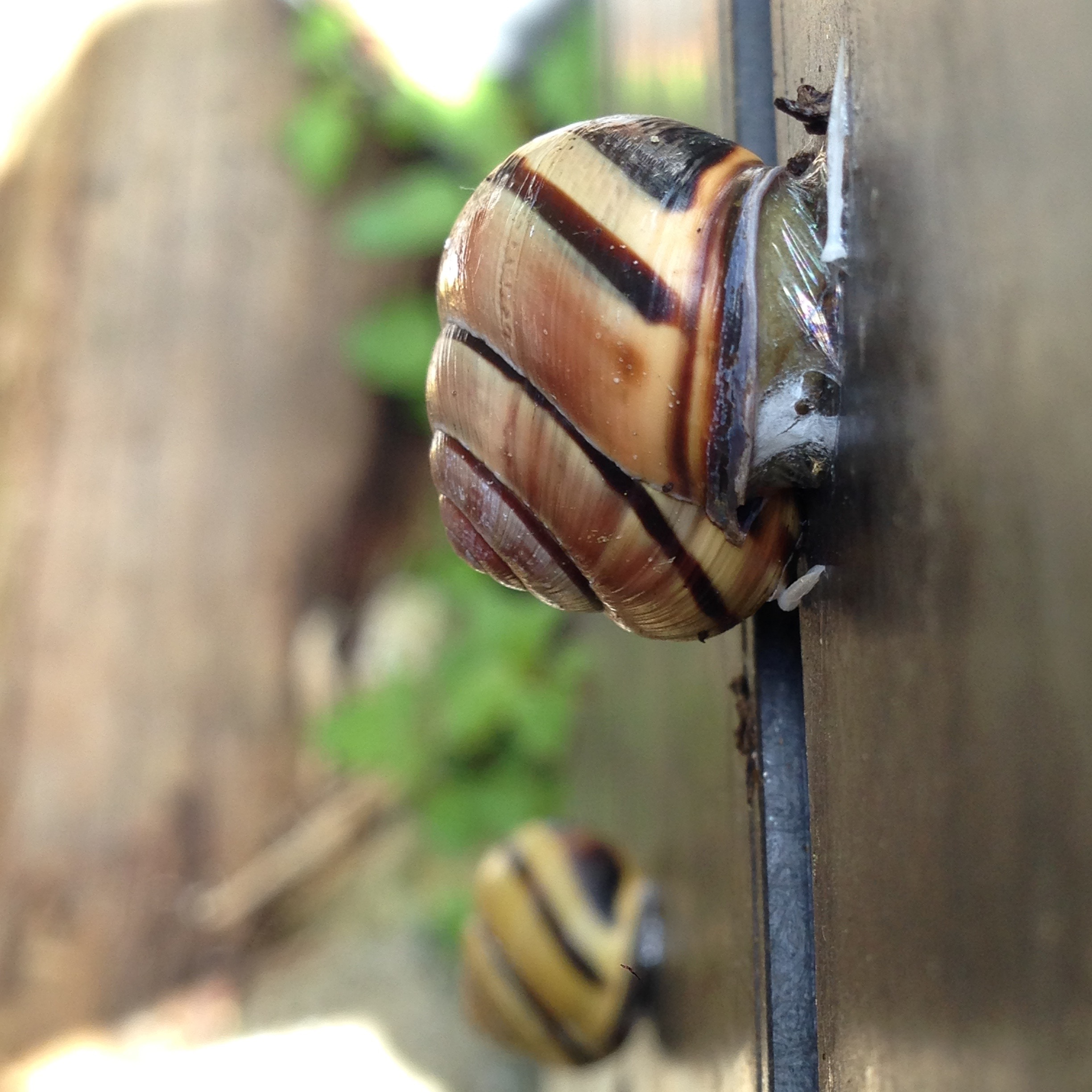
Schnecken nach der Fortpflanzung mit zwei Liebespfeilen

Der Liebespfeil (Gypsobelum) wird bei vielen Landschneckengruppen im Genitalapparat gebildet und erfüllt eine wichtige Rolle bei der Paarung. Der Ausdruck Liebespfeil deutet auf die Pfeile des Eros oder Cupido in der griechischen und römischen Mythologie der Antike hin.
Der Liebespfeil wird im Pfeilsack (Bursa telae) im Genitalapparat der Schnecke gebildet, gespeichert und während der Paarung in die Haut des Partners injiziert. Landlungenschnecken (Stylommatophora) sind Zwitter, die einen hoch entwickelten Genitalapparat mit männlichen, weiblichen und zwittrigen Teilen besitzen. Der Pfeilsack gehört zum weiblichen Teil des Genitalapparats, er mündet in der Nähe der fingerförmigen Drüsen in den Kanal der Vagina.

## Anwendung
Der Liebespfeil sitzt auf einer Papille im Inneren des Pfeilsackes. Während des Paarungsvorspiels („Liebesspiels“) der Schnecke wird der Pfeilsack durch das Genitalatrium ausgestülpt, der Liebespfeil so ausgestoßen und dem Partner in den Fuß gestochen. Der Partner reagiert normalerweise, indem er seinen eigenen Liebespfeil in die andere Schnecke injiziert. Der biologische Grund für dieses Verhalten ist noch umstritten. Während zuvor vorgeschlagen wurde, dass der Pfeil ein Geschenk aus Calcium für den Partner sein könnte, gibt es heute einige Hinweise darauf, dass der Pfeil aphrodisierende Verbindungen enthält, die die Partner während der Paarung stimulieren. 2001 wurde gezeigt, dass effektives Abschießen des Pfeils zu einer besseren reproduktiven Erfolg bei Helix aspersa führt.  Trotz der Bezeichnung Liebespfeil, oder englisch „love dart“, beschreibt der Liebespfeil keine Flugbahn, er wird also weder geschossen noch geworfen, sondern gestoßen wie eine Lanze. Bei Anwendung des Liebespfeils kann es dazu kommen, dass der Liebespfeil entweder nicht richtig eingestochen wird und einfach funktionslos bleibt oder dass es zu Verletzungen kommt, bei denen eine Schnecke, die vom Liebespfeil im Kopfbereich getroffen wird, einen Fühler nicht mehr ausstrecken kann. Nach der Paarung bildet sich innerhalb von 5–6 Tagen bei Helix aspersa ein neuer Liebespfeil.

## Funktion

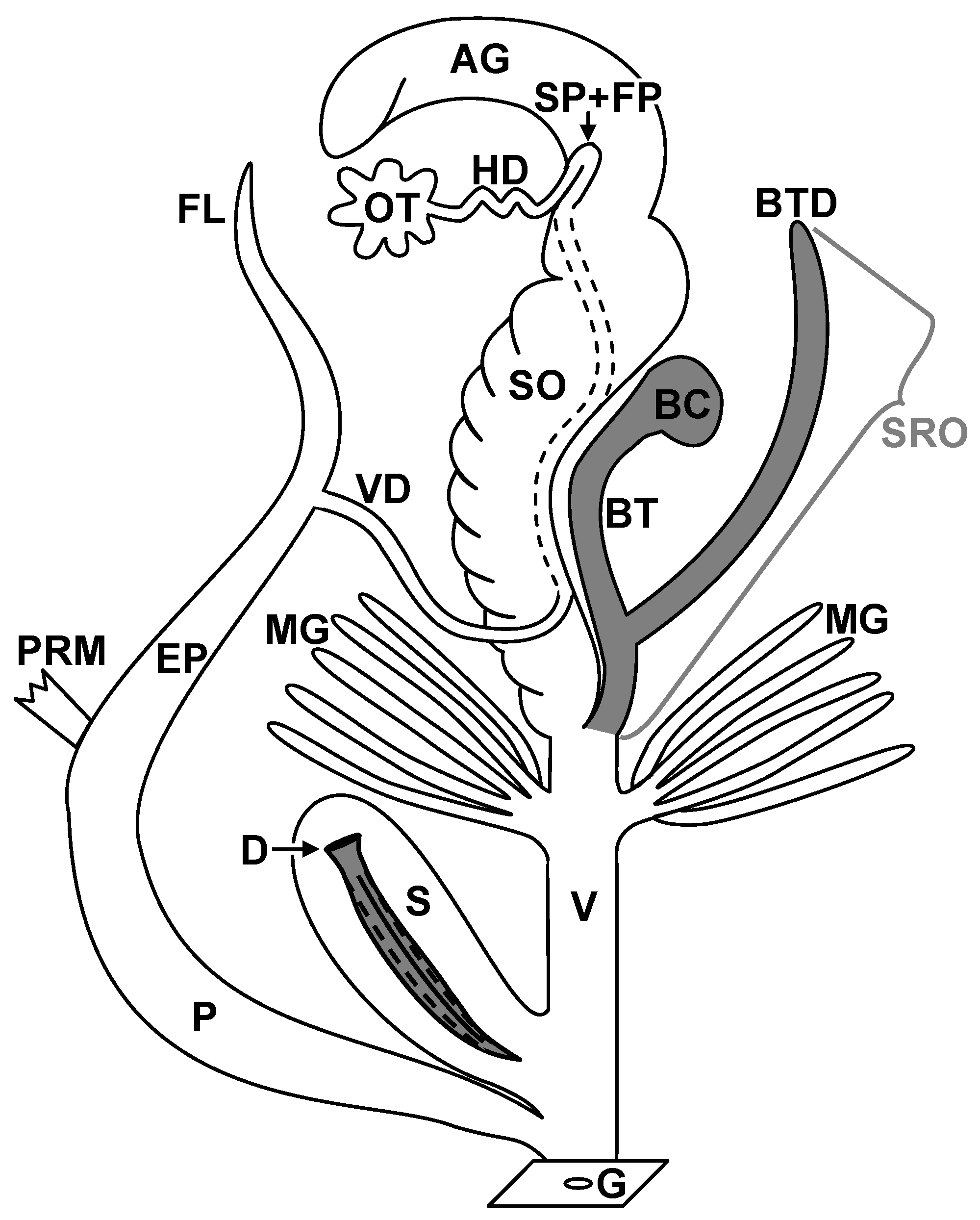
Schema des Genitalapparates einer Landlungenschnecke
D = Liebespfeil
S = Pfeilsack(bursa telae)
BC = Bursa copulatrix
SP = Samentasche
P = Penis
V = Vagina
SO = Spermovidukt
G = Genitalatrium
MG = Fingerförmige Drüsen

Anfänglich ging man nur davon aus, dass der Liebespfeil eine sexuell stimulierende Rolle während des Liebesspiels der Schnecken erfülle, da sich nach seiner Anwendung das Liebesspiel mit wachsender Intensität fortsetzt. Spätere Hypothesen vermuteten beispielsweise, dass der Liebespfeil eine Kalkgabe an die Empfängerschnecke darstelle, die zum Beispiel bei der Herstellung der kalkhaltigen Eierschalen helfe. Seit den 80er Jahren haben neuere Forschungen jedoch ergeben, dass die Rolle des Liebespfeils eine ganz andere ist. Der Liebespfeil überträgt ein hormonhaltiges Sekret aus den nahe liegenden fingerförmigen Drüsen, das den Genitalapparat der Empfängerschnecke beeinflusst. Die so genannte Bursa copulatrix ist ein Organ des Genitalapparats, das Fremdspermien verdaut und so zu einer Auslese der aktivsten und gesündesten Spermien führt. Das Sekret der fingerförmigen Drüsen verstärkt die peristaltische Bewegung des Eisamenleiters (Spermovidukt) und unterstützt so die Bewegung der Samenzellen durch den Eisamenleiter bis zur Samentasche, in der sie bis zur Befruchtung gespeichert werden. Infolgedessen kann sich nach Anwendung eines Liebespfeils die Menge der überlebenden Spermien verdoppeln.
Ein Liebespfeil muss nicht bei jeder Paarung eingesetzt werden. Jeder Liebespfeilsack (manche Schneckengruppen, z. B. die Laubschnecken (Hygromiidae) und die Strauchschnecken (Bradybaenidae) besitzen mehrere Pfeilsäcke) stellt nur einen Liebespfeil her, so dass anschließend eine Zeitlang verstreicht, ehe bei einer Paarung wieder ein Liebespfeil eingesetzt werden kann. Zudem müssen die ersten Paarungen einer jungen Schnecke zunächst die Bildung eines Liebespfeils anregen.

## Formen

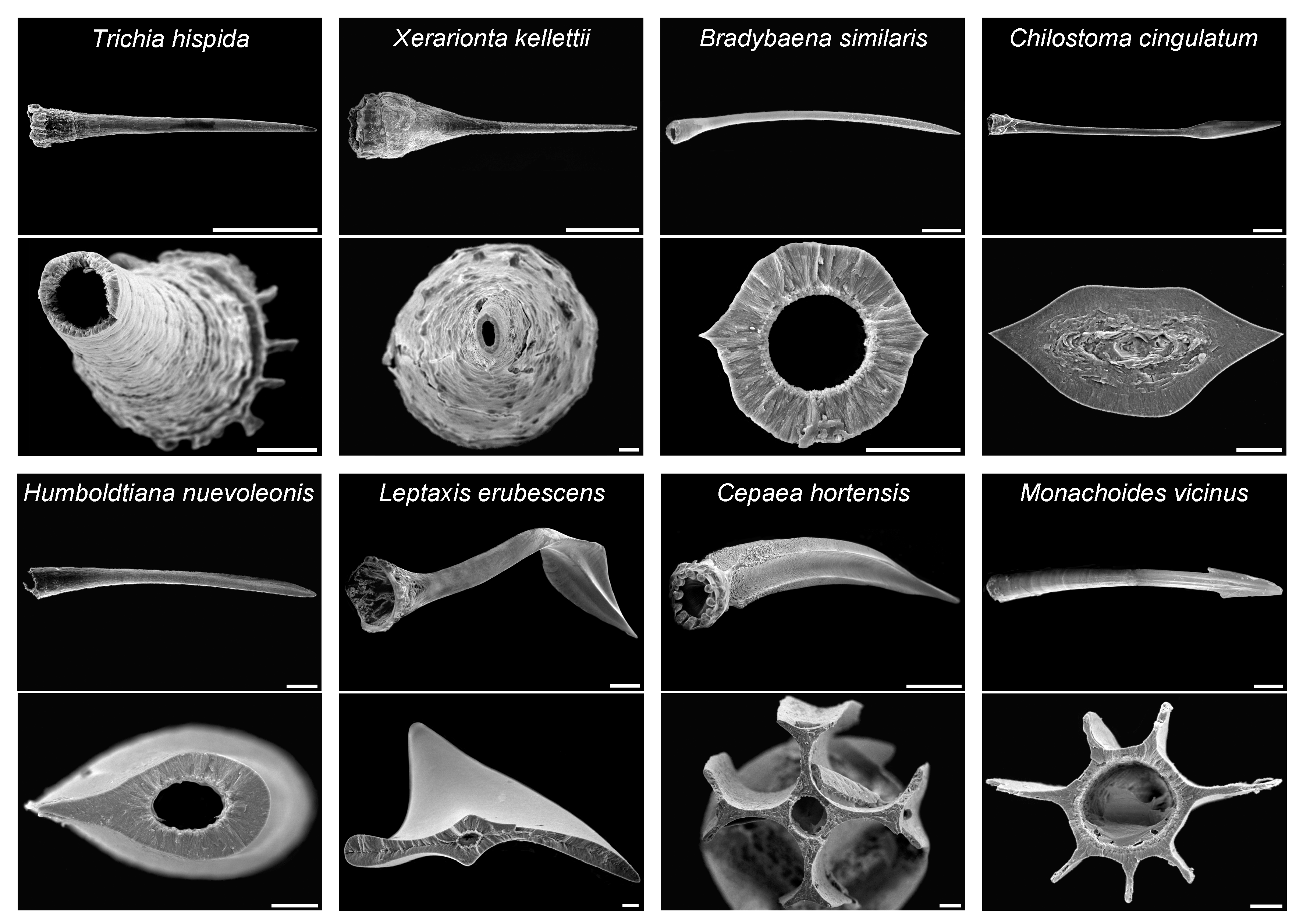
REM-Aufnahmen von Liebespfeilen verschiedener Schneckenarten

Die Formen des Liebespfeils bei Landschnecken sind sehr vielfältig. Der Liebespfeil ist in hohem Grade artspezifisch, so dass man auch nahe verwandte Arten, wie z. B. Garten-Bänderschnecke (Cepaea hortensis) und Hain-Bänderschnecke (Cepaea nemoralis) oft nur anhand ihres Liebespfeils unterscheiden kann. Während die Liebespfeile mancher Arten gerade wie eine Lanze sind (z. B. Gemeine Haarschnecke, Trichia hispida), so gibt es andere Arten mit säbelartig gekrümmten Liebespfeilen (z. B. Baumschnecke, Arianta arbustorum) und sogar gewundenen Liebespfeilen (z. B. Inkarnatschnecke, Monachoides incarnatus). Auch die Größe des Liebespfeils ist sehr variabel, sie reicht von 1 mm bei den kleinsten bis hin zu 30 mm bei den größten Schneckenarten. Der Liebespfeil der Weinbergschnecke (Helix pomatia) wird zwischen 7 und 11 mm lang. Er verfügt am stumpfen Ende über eine Krone, mit der er auf der Papille des Pfeilsacks steckt, sowie über vier längs verlaufende Seitenklingen, die z. B. bei Cepaea hortensis weiter verstärkt sind.
Der Liebespfeil besteht bei den meisten Arten aus Kalk (Calciumcarbonat), bei manchen auch aus Chitin oder aus Knorpel.